# Szilassy Zoltán (mezőgazda)
Szentiváni Szilassy Zoltán (Léva, 1864. május 8. – Budapest, 1932. február 5.) mezőgazda és szakíró, az Országos Magyar Gazdasági Egyesület szerkesztő-titkára, országgyűlési képviselő.

## Élete
Léván született, ahol atyja földbirtokos és főszolgabíró volt. Iskoláit szülőhelyén és Nagyszombatban végezte. Érettségi vizsgálat után a magyaróvári gazdasági akadémia hallgatója lett és ott végbizonyítványát 1884-ben nyerte el. 
Előbb mint a Lipthay-féle uradalom gazdatisztje működött, majd 1885. április 1-jén a magyaróvári gazdasági akadémián ösztöndíjas gazdasági segéddé, 1886-ben pedig ugyanott a növénytermelési tanszék mellé tanársegéddé nevezték ki, amely állásában 1892-ig működött. Ez idő alatt egyúttal a Mezőgazdasági Szemle főmunkatársa és állásának megtartása mellett 1887-től a Mosonmegyei Gazdasági Egyesület titkára is volt. 1892-ben az Országos Magyar Gazdasági Egyesület ügyvezető-titkári állására nyert meghívást, mire Budapestre költözött és 1893-ban szerkesztő-titkárrá lépett elő. Ezután a Köztelek köz- és mezőgazdasági szaklap szerkesztője lett. 
Több utazást tett külföldön: 1889-ben kormánysegéllyel Németországban, Angliában és Franciaországban hosszabb tanulmányi utazást tett; 1892-ben az Országos Magyar Gazdasági Egyesület megbízásából a filippopoli bolgár nemzeti kiállitás alkalmából Bulgáriában, 1893-ban pedig ugyancsak az egyesület, valamint a kormány segélyével a chicagói kiállítás alkalmából egy gazdasági társaságot vezetett ki és Észak-Amerikában fél évre terjedő tanulmányi utazást tett. 1895-ben a III. országos gazdasági kongresszus szervezésében mint egyik titkára, 1896-ban az ezredéves kiállítás rendezésében mint a gazdasági szakoktatás és kísérletezés, valamint a juhok kiállításának csoportbiztosa vett részt, mely működésének elismeréséül a Ferenc József-rend lovagkeresztjével tüntették ki. 
A gazdasági kérdésekben a miniszteriumokban és a tőzsdén ő képviselte az OMGE-t. 1899-ben a szerb Takova-rendet kapta. Az 1905. évi általános választások alkalmával a disszidensek programja alapján Versec város választotta meg és 1906-ban alkotmánypárti programmal újra megválasztatott. 1905-től az Országos Méhészeti Egyesület elnöke, 1920 és 1926 között az OMGE igazgatója volt.

## Családja
Felesége Hegedüs Róza (1877–1962) volt.
Gyermekei
- Szilassy Piroska. (1896–1957). Férje Konkoly-Thege Sándor (1888–1969) mezőgazda, politikus.
- Szilassy Margit (1897–?). Férje Gaár Jenő ügyvéd.
- Szilassy Ilona (1899–1950). Férje Késmárky (Kullmann) László tisztviselő.
- Szilassy Janka (1900–?). Férje Fellner Kálmán földbirtokos, Fellner Sándor építész fia.

## Munkái
- A fű-féle takarmánynövények termesztése. Budapest, 1892.
- A filippopoli kiállítás és Bulgária mezőgazdasági viszonyai. Budapest, 1892.
- Amerikai mezőgazdaság. 104. szövegképpel. Budapest, 1897. (2. kiadás. Budapest, 1898.).
- A dunántúli kivándorlási kongressus szervezete, tagjainak névsora, tárgyalásai és határozatai. 1902.
- Szálas takarmánynövények termesztése. Uo. 1907. 94 szövegképpel. (Grábner Emillel).

Szerkesztette: a Szövetkezeti és gazdasági Évkönyvet 1901-1904. (Buday Barnával); a Mezőgazdasági Lexikont, számos szövegábrával 1905-1906. két kötet; szerkesztette a Köztelek mellett a Független Ujság c. néplapot és a Gazdasági számviteli Naptárt 1900-tól.